# SKガス杯新鋭プロ十傑戦
SKガス杯新鋭プロ十傑戦（SKがすはいしんえいぷろじっけつせん）は、韓国の囲碁の棋戦。1997年に創設。25歳五段以下の棋士が参加する。
- 主催 京郷新聞
- 後援 SKガス

## 方式
- 1-7期は参加棋士10名が、5名ずつ2リーグに分かれ、それぞれの同順位者同士が対戦して1位から10位までの順位を決める。8期以降は12名6名ずつ。
- 1位同士の決定戦は、1-2期は一番勝負、3期以降は三番勝負。
- 持ち時間は、1-9期は各3時間、60秒の秒読み5回。10期からは各20分。
- コミは6目半

## 歴代優勝者と1位決定戦
（左が優勝者）
1. 1997年 安祚永 - 金栄三
2. 1998年 李聖宰 - 睦鎮碩
3. 1999年 睦鎮碩 2-0 元晟溱
4. 2000年 李相勲 2-1 李世乭
5. 2001年 姜至省 2-0 白大鉉
6. 2002年 李世乭 2-0 白大鉉
7. 2003年 趙漢乗 2-0 白大鉉
8. 2004年 朴正祥 2-1 安永吉
9. 2005年 姜東潤 2-0 高根台
10. 2006年 白洪淅 2-0 李映九
11. 2007年 尹畯相 2-1 許暎晧
12. 2008年 金起用 2-1 朴廷恒